# Cerodontha morula
Cerodontha morula este o specie de muște din genul Cerodontha, familia Agromyzidae, descrisă de Friedrich Georg Hendel în anul 1920. Conform Catalogue of Life specia Cerodontha morula nu are subspecii cunoscute.